# بالافي شاردا
بالافي شاردا (بالإنجليزية: Pallavi Sharda)‏ ممثلة وراقصة أسترالية هندية ولدت (5 مارس 1988) ببرث أستراليا الغربية.

## أفلامها
| السنة | الفيلم                  | الدور      | الملاحظة     |
| ----- | ----------------------- | ---------- | ------------ |
| 2010  | اسمي خان                | ساجدة خان  |              |
| 2010  | Dus Tola                | Geeta      |              |
| 2010  | Walkaway                | Sia        |              |
| 2011  | Love Breakups Zindagi   | Radhika    |              |
| 2012  | البطلة (فيلم هندي)      | غاياتري    |              |
| 2013  | Save Your Legs          | أنجالي     | فيلم أسترالي |
| 2013  | عديم الحياء (فيلم هندي) | تارا شارما |              |
| 2015  | Hawaizaada              | Sitara     |              |